# Plagiorhynchus scolopacidis
Plagiorhynchus scolopacidis är en hakmaskart som först beskrevs av Kostylev 1915.  Plagiorhynchus scolopacidis ingår i släktet Plagiorhynchus och familjen Plagiorhynchidae. Inga underarter finns listade i Catalogue of Life.